# Irom Sharmila Chanu
Pour les articles homonymes, voir Sharmila.
Irom Sharmila Chanu (également connue sous le nom de Sharmila Chanu ou de Irom Chanu Sharmila), née le 14 mars 1972  dans l'État du Manipur en Inde, est une défenseure des droits de l'homme de l'ethnie des Meiteis, majoritaire dans cet État indien.
Elle est connue pour sa campagne contre la très controversée loi Armed Forces (Special Powers) Act, l'AFSPA, loi sur les pouvoirs spéciaux des forces armées, consistant en un jeûne de protestation considéré comme la grève de la faim la plus longue dans le monde, ce qui a été qualifié de « miracle médical ».
Sharmila est aussi l'auteure d'un recueil de poèmes, Fragrance of peace, publié en 2012.

## Opposition à l'AFSPA

### Contexte local
Le Manipur a été intégré en 1949 dans l'Union Indienne dans un climat de contestation. Depuis naissent sporadiquement des mouvements séparatistes.
La loi AFSPA a été imposée depuis 1980 au Manipur et dans les autres États du nord-est de l'Inde. Elle étend considérablement les pouvoirs des forces de sécurité pour lutter contre des mouvements sécessionnistes.
L'AFSPA a favorisé de nombreuses violences militaires, causant la mort de dizaines de milliers de personnes.

### Grève de la faim
Irom Sharmila Chanu a entamé le 4 novembre 2000 une grève de la faim qu'elle entendait poursuivre jusqu'à l'abrogation de la loi AFSPA. Elle a pris cette décision de jeûne politique à la suite de l'assassinat de dix jeunes hommes par les soldats de l'organisme paramilitaire gouvernemental indien « Fusiliers de l'Assam »,.
La police l'arrête alors en l'accusant de tentative de suicide. Elle est condamnée à la peine maximale prévue par les lois indiennes pour un tel cas, un an. Libérée au bout de cette durée, elle poursuit sa protestation par le même moyen et est arrêtée à nouveau, vivant l'alternance d'une année de prison avec une journée de liberté. Elle est alimentée de force à l'aide d'une sonde nasale. Devenue une figure emblématique de la lutte de son peuple, elle inspire de nombreuses pétitions demandant sa libération.
Le Conseil économique et social des Nations unies lance le 19 janvier 2001 un appel urgent au gouvernement indien concernant Irom Sharmila Chanu. Dans son rapport du 20 février 2003 sur les Défenseurs des Droits de l'Homme, il remercie le gouvernement indien de sa réponse du 24 octobre 2002 et regrette l'absence de réaction à ses messages suivants.
Elle a passé la majeure partie de sa grève de la faim en détention judiciaire dans un hôpital de la capitale de Manipur, Imphal, où elle a été nourrie de force avec un cocktail de médicaments et de lait maternisé.
En 2013, environ 18 000 personnes de toute l'Inde ont soutenu une campagne d'Amnesty International Inde demandant la libération inconditionnelle d'Irom Sharmila. La Commission nationale des droits de l'homme de l'Inde a également reconnu qu'elle était une « prisonnière d'opinion » détenue uniquement pour avoir exprimé pacifiquement ses convictions, et a demandé la levée des restrictions imposées pour lui rendre visite.
S'adressant à Amnesty International Inde en septembre 2013, Irom Sharmila, inspirée par la philosophie de la non-violence de Gandhi, a déclaré : « Mon combat est mon message. J'aime beaucoup ma vie et je veux avoir la liberté de rencontrer des gens et de lutter pour les questions qui me tiennent à cœur ».
En août 2014, après près de quatorze ans de détention, elle est libérée, puis de nouveau arrêtée deux jours après.

### Rupture du jeûne
En juillet 2016, celle que l'on surnomme « la dame de fer de Manipur » et « Mengoubi » (« la Juste ») annonce mettre un terme à sa grève de la faim pour se présenter aux élections du Manipur. Ceci est officialisé le 9 août suivant par un engagement écrit devant la justice indienne.
Elle a invoqué deux raisons pour justifier sa décision. D'abord que sa grève de la faim semblait avoir peu d'impact sur le gouvernement, et que si sa grève se poursuivait, l'AFSPA aussi et que le gouvernement n'avait pas tenté de la supprimer. Irom avait déclaré qu'elle ressentait donc le besoin de « changer de voie » et d'adopter une approche différente. Elle a alors décidé de se lancer dans la course politique et de se présenter aux élections législatives de 2017 afin de faire avancer la cause de la suppression de l'AFSPA au Manipur.
Irom a également été convaincue par son amour pour son fiancé Desmond Coutinho, un ressortissant britannique né à Goa. Ils s'étaient rencontrés brièvement lors de ses comparutions devant le tribunal et leur histoire d'amour s'était poursuivie au fil des ans, uniquement par correspondance. La population de Manipur et la famille d'Irom se sont opposées avec colère à leur union. Elle a déclaré que l'une des raisons pour lesquelles elle avait mis fin à sa grève de la faim était de pouvoir épouser son fiancé.

### Distinctions
Irom Sharmila a reçu le prix Gwangju 2007 pour les droits de l'homme, qui est décerné à « une personne ou un groupe exceptionnel, actif dans la promotion et la défense de la paix, de la démocratie et des droits de l'homme ». En 2009, elle a également reçu le premier prix Mayilamma de la fondation Mayilamma pour sa lutte non violente à Manipur.
En 2010, elle a reçu un prix pour l'ensemble de son œuvre de la part de la Commission asiatique des droits de l'homme. Plus tard la même année, elle a remporté le Prix de la paix Rabindranath Tagore  de l'Indian Institute of Planning and Management, assorti d'une récompense en espèces de 5 100 000 roupies, et le Sarva Gunah Sampannah « Award for Peace and Harmony » du Signature Training Centre.
En 2013, Amnesty International l'a déclarée Prisonnière d'opinion, et a déclaré qu'elle « est détenue uniquement pour avoir exprimé pacifiquement ses convictions » L'influence exercée par Irom Sharmila est souvent considérée comme aussi importante que les influences exercées par des personnalités du passé et du présent.

## Travaux ultérieurs
En octobre 2016, elle a lancé un parti politique nommé Peoples' Resurgence and Justice Alliance pour l'élection dans deux circonscriptions de l'Assemblée de Khurai et Khangabok. Khangabok est la circonscription d'origine du ministre en chef Okram Ibobi Singh,,, Lors de l'élection de l'assemblée législative de Manipur en 2017, le vainqueur dans Thoubal, Ibobi Singh, a reçu 18 649 et Sharmila 90 voix, le plus petit score parmi les cinq candidats.
En 2019, après la mort de Gauri Lankesh, Sharmila a critiqué le gouvernement de l'Alliance démocratique nationale, l'accusant de ne pas tenir compte des gens lorsqu'il prend des décisions politiques. Dans une interview par The Economic Times, elle a mentionné qu'elle n'était plus intéressée par la politique car elle venait de faire l'expérience du caractère sale de la politique électorale.

## Ouvrages basés sur sa vie
- Burning Bright : Irom Sharmila and the Struggle for Peace in Manipur de Deepti Priya Mehrotra détaille la vie de Sharmila et le contexte politique de son jeûne[19].
- IronIrom : Two Journeys : Where the Abnormal is Normal (2012, avec Minnie Vaid et Tayenjam Bijoykumar Singh) Ojas S V, un artiste de théâtre de Pune, a joué une pièce unique intitulée Le Mashale ("Prends le flambeau"), basée sur la vie et la lutte d'Irom Sharmila. Il s'agit d'une adaptation de Meira Paibi (Femmes portant des torches), un drame écrit par le dramaturge malayalam Civic Chandran. La pièce a été jouée à plusieurs reprises dans plusieurs États indiens[19].

#### Articles de presse
- (fr) Un vent de colère souffle sur le Manipur, Ingrid Therwath, paru dans Courrier International du 11 décembre 2006
- (fr) Irom Sharmila, dix ans de jeûne solitaire, Shoma Chaudhury, publication originale dans Tehelka et en français dans paru dans Courrier International du 22 avril 2010